# Ipomoea pauciflora
Ipomoea pauciflora är en vindeväxtart. Ipomoea pauciflora ingår i släktet praktvindor, och familjen vindeväxter.

## Underarter
Arten delas in i följande underarter:
- I. p. pauciflora
- I. p. vargasiana

## Bildgalleri

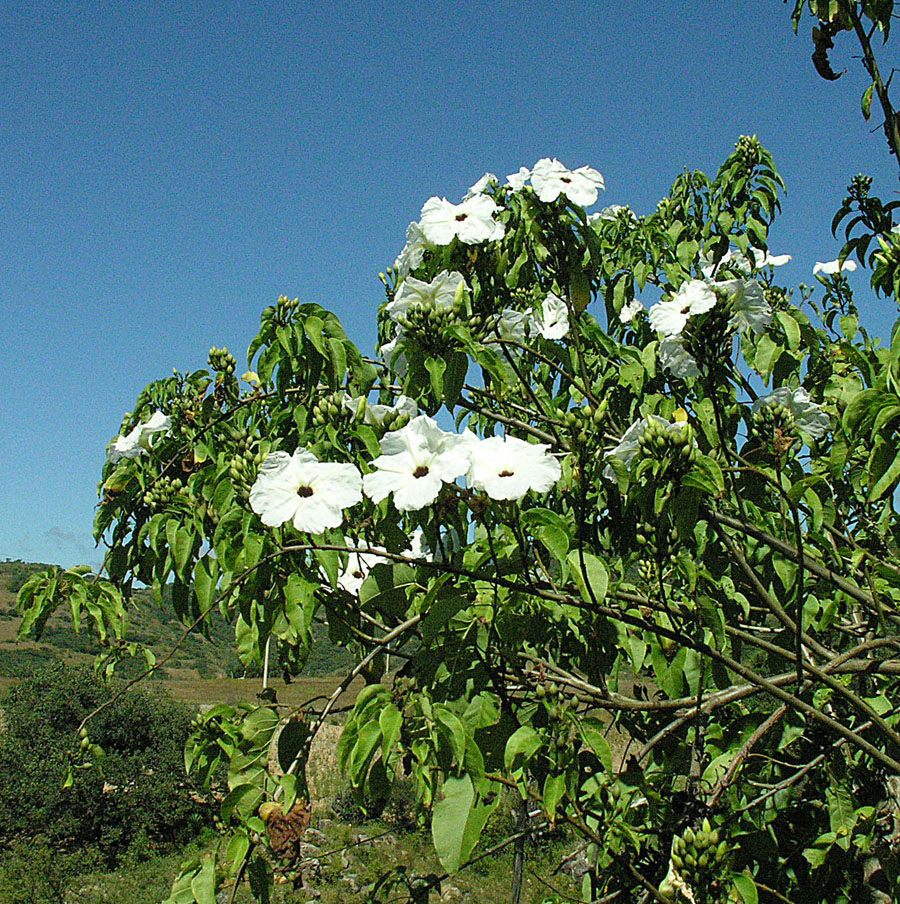
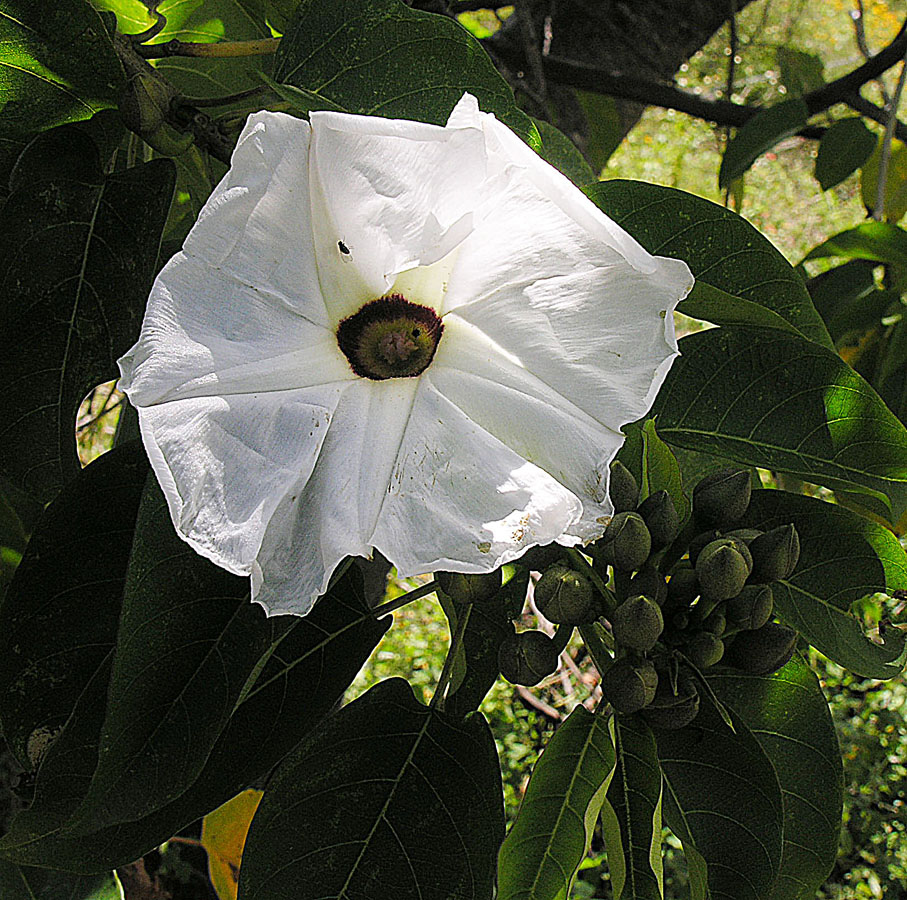